# Diane Wellington
Pour plus de détails, voir Fiche technique et Distribution.
Diane Wellington est un court métrage documentaire d'Arnaud des Pallières sorti en 2010.

## Synopsis
Montage d'images d'archives concernant la disparition en 1938, dans le Dakota du sud, de la jeune Diane Wellington, dont les ossements furent retrouvés par hasard quelques décennies plus tard. 

## Fiche technique
- Titre : Diane Wellington
- Réalisation : Arnaud des Pallières
- Scénario : Arnaud des Pallières, d'après le récit de Nancy Peavy (South Dakota)
- Musique : Martin Wheeler - Musique piano : Louis Moreau Gottschalk
- Son : Jean Mallet
- Montage : : Arnaud des Pallières
- Pays d'origine :  France
- Production : Les Films Hatari
- Genre : documentaire
- Durée : 15 minutes
- Dates de sortie : 
  - 2010 (présentation au festival Doc en courts)
  - 2016 : diffusion sur Arte le 23 novembre 2016

## Distinctions
- Festival du film de Belfort - Entrevues 2010 : Prix du public court métrage fiction[1]
- Festival « Doc en courts » de Lyon 2010 : Grand prix
- Festival international du court métrage de Clermont-Ferrand 2011 : Mention du jury jeunes et mention spéciale du jury[2]
- Lutins du court métrage 2012 : Lutin du meilleur montage